# Řemíčov
Řemíčov (německy Remitschau) je obec v okrese Tábor v Jihočeském kraji. Žije v ní 99 obyvatel.

## Historie
První písemná zmínka o obci pochází z roku 1456.

## Obyvatelstvo
| Rok            | 1869 | 1880 | 1890 | 1900 | 1910 | 1921 | 1930 | 1950 | 1961 | 1970 | 1980 | 1991 | 2001 | 2011 | 2021 |
| -------------- | ---- | ---- | ---- | ---- | ---- | ---- | ---- | ---- | ---- | ---- | ---- | ---- | ---- | ---- | ---- |
| Počet obyvatel | 331  | 352  | 353  | 297  | 310  | 281  | 260  | 177  | 164  | 156  | 107  | 102  | 88   | 64   | 99   |
| Počet domů     | 52   | 53   | 53   | 53   | 52   | 49   | 48   | 46   | 41   | 39   | 36   | 46   | 47   | 48   | 49   |

## Obecní správa
Mezi lety 1869–1921 Řemíčov patřil jako osada obce k Noskovu v okrese Tábor. V letech 1930–1975 byl obcí v okrese Tábor (1869–1930), poté v okrese Votice (1950) a později opět v okrese Tábor. Od 1. ledna 1976 do 31. prosince 1991 patřil jako část města k Mladé Vožici a od 1. ledna 1992 je opět samostatnou obcí.

### Části obce
- Řemíčov
- Buková

### Obecní symboly
Znak a vlajka byly obci uděleny rozhodnutím předsedy Poslanecké sněmovny Parlamentu České republiky dne 5. března 2015.